# کانیدین تایر
کانیدین تایر (به انگلیسی: Canadian Tire) بزرگترین شرکت خرده‌فروشی کانادایی است، که مالک شبکه‌ای از ۴۸۷ فروشگاه‌های زنجیره‌ای می‌باشد، که در زمینه ارائه لوازم خانگی فعالیت می‌کند.
شرکت کانیدین تایر در سال ۱۹۲۲ توسط جی. ویلیام بیلز و آلفرد جی. بیلز تأسیس شد دفتر مرکزی این شرکت در شهر تورنتو، انتاریو قرار دارد و بخشی از سهام آن در بازار بورس تورنتو معامله می‌شود.